# Stonesoft
 (avril 2018).
Si vous disposez d'ouvrages ou d'articles de référence ou si vous connaissez des sites web de qualité traitant du thème abordé ici, merci de compléter l'article en donnant les références utiles à sa vérifiabilité et en les liant à la section « Notes et références ».
 (juillet 2018).
 (juillet 2018).
Stonesoft Corporation était une société finlandaise spécialisée en sécurité réseau et en continuité de service, basée à Helsinki, en Finlande, .

## Histoire
Fondée en 1990, Stonesoft est cotée à la bourse d'Helsinki.
Le PDG de Stonesoft est Ilkka Hiidenheimo et le siège social est à Helsinki. 
La société emploie environ 100 personnes dans le développement de produits à Helsinki, en France à Sophia Antipolis et en Pologne à Cracovie.
En juillet 2013, Stonesoft est acquise par McAfee la filiale d'Intel,. 
Stonesoft est intégrée à l'unité McAfee Network Security. Les pare-feux de Stonesoft sont renommés McAfee Next Generation Firewall. 
En janvier 2016, McAfee revend Stonesoft à Forcepoint.

## Appliance StoneGate
Appliances StoneGate est un  boîtier pare-feu édité par StoneSoft.
Dans Appliance (pare-feu/RPV) :
- SG-200, SG-250e, SG-500e (entrée de gamme)
- SG-570e, SG-1100, SG-3000-F/C (milieu de gamme)
- SG-3100 / SG-3100-F, SG-4000 (haut de gamme)

Dans Appliance (IPS)
- SGI-20A, SGI-200C, SGI-200S
- SGI-200ANZ, SGI-200N, SGI-2000S